# رویسین ویلیس
رویسین ویلیس (متولد ۶ اوت ۲۰۰۴) یک ورزشکار دو و میدانی اهل ایالات متحده آمریکا می‌باشد. ویلیس در مسابقات قهرمانی نوجوانان جهان ۲۰۲۲ ی ای ای اف در ۸۰۰متر و در دوی ۴ در ۴۰۰ متر امدادی مدال طلا گرفت.

## زندگی شخصی
مادر ویلیس ورزشکار ایرلندی بریدا دنهی-ویلیس می‌باشد که در مسابقات ۵٬۰۰۰ متر و ۱۰٬۰۰۰ متر در بازی‌های المپیک تابستانی ۲۰۰۰ شرکت کرد. رویسین در دبیرستان استیونز پیونت ، ویسکانسین تحصیل کرد. بعد از فارغ‌التحصیلی از دبیرستان، ویلیس این تصمیم را گرفت که در دانشگاه استنفورد تحصیل نماید تا توسط سرمربی استنفورد، جی جی کلارک، در کراس کانتری و دو و میدانی، مربیگری نماید.

## حرفه
ویلیس با دویدن بهترین وقت شخصی ۱:۵۹٫۱۳ رکورد قهرمانی را شکست و قهرمان مسابقات جهانی نوجوانان ی ای ای اف در ۸۰۰ متر در سال ۲۰۲۲ شد. این نخستین باری بود که ویلیس زیر ۲ دقیقه در یک مسابقه ۸۰۰ متر می‌دوید. ویلیس بعداً در رله ۴ در ۴۰۰ متر در این رویداد با زمان تقسیم رسمی ۵۱٫۳۴ طلا گرفت.